# Departamento Ñeembucú
Ñeembucú (Guaraní: Ñe'ẽmbuku) ist ein Departamento (Verwaltungsbezirk) in Paraguay, es ist einer von insgesamt 17 Verwaltungsbezirken.

## Distrikte

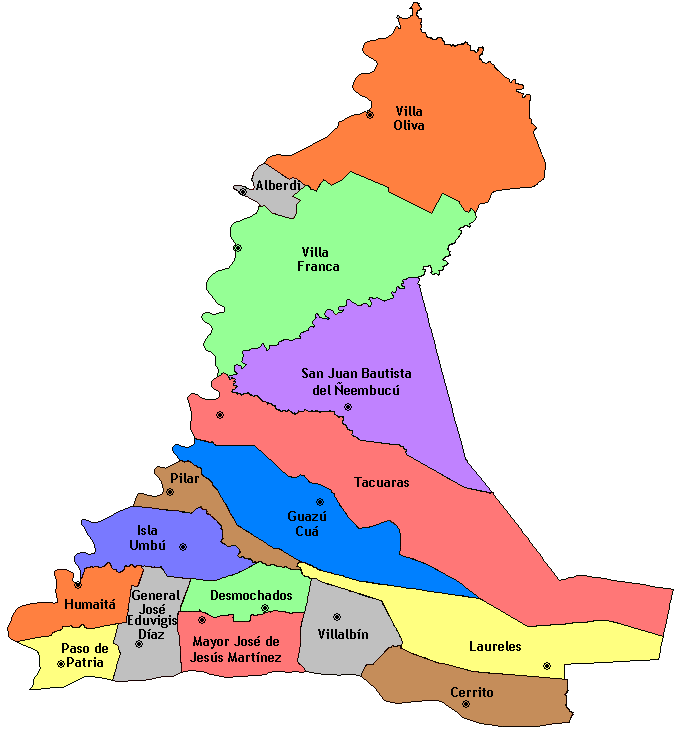

- Alberdi
- Cerrito
- Desmochados
- General José Eduvigis Díaz
- Guazú Cuá
- Humaitá
- Isla Umbú
- Laureles
- Mayor José J. Martinez
- Paso de Patria
- Pilar
- San Juan Bautista del Ñeembucú
- Tacuaras
- Villa Franca
- Villalbín
- Villa Oliva